# Édouard Quénu
Édouard Quénu, né le 21 juillet 1852 à Marquise et mort le 28 juillet 1933 à Paris, est un chirurgien français.
Il est membre de l'Académie des sciences, membre de l'Académie de médecine qu'il préside en 1929. Il est Commandeur de la Légion d'honneur.

## Biographie
Édouard Quénu, après avoir été interne au collège municipal de Boulogne-sur-Mer, puis au lycée de Douai, commence ses études de médecine à Paris en 1871. Il est reçu au concours de l'Internat en 1875, devient prosecteur en 1883 puis agrégé de la Faculté en 1886. 
En 1890, il est nommé chef de service et exerce à l'hôpital Cochin, à la tête d'un important service qu'il conserve jusqu'à la fin de sa carrière. 
En 1907, il est nommé à la chaire de médecine opératoire, puis à la chaire de clinique chirurgicale qu'il installe à Cochin.
Dès 1889, élève et assistant de Félix Terrier, Édouard Quénu participe activement au développement et à l'amélioration de l'asepsie naissante. Particulièrement préoccupé de celle du chirurgien lui-même, il réussira, après avoir brisé bien des résistances, à introduire en France le port des gants de caoutchouc pour les opérations septiques. Il fait ainsi réaliser à la chirurgie un progrès remarquable. 
L'œuvre chirurgicale d'Édouard Quénu est considérable. Il s'est notamment intéressé à la pathologie du gros intestin pour laquelle il a mis au point de nombreuses techniques opératoires, et à celle des voies biliaires, domaine dans lequel il a contribué, plus que tout autre, à développer le rôle de la chirurgie. 
Pendant la Première Guerre mondiale, Édouard Quénu est mobilisé comme médecin principal de 2e classe au Val de Grâce.Il est, de plus, appelé à diriger la répartition et l'évacuation des blessés à La Chapelle. Il organise la répartition des chirurgiens de carrière dans les formations du Service de Santé des Armées. Il définit les principes de l'évacuation des blessés, et se bat pour convaincre les pouvoirs publics de leurs nécessités. Il fait de la Société de chirurgie de Paris le centre scientifique émetteur d'avis opératoires et de directives thérapeutiques. Il aborde les questions les plus variées de la chirurgie de guerre. Il réussit, multipliant les statistiques et surmontant inlassablement les objections, à faire accepter la conduite à tenir dans les plaies pénétrantes de l'abdomen, et, en préconisant la laparotomie immédiate il a sauvé la vie d'innombrables blessés. 
Une de ses filles a épousé son ancien assistant, le professeur Pierre Mocquot (1879-1963) qui a été Président de l'Académie de Chirurgie et membre de l'Académie de médecine.

## Hommages
- Au CHU Cochin, à Paris, un service de chirurgie porte aujourd'hui son nom.
- La rue Édouard-Quénu (ancienne portion de la rue Broca) dans le 5e arrondissement de Paris porte son nom depuis 1938.
- Une rue de Marquise (Pas-de-Calais), lieu de sa naissance, porte son nom
- La principale rue d'Audresselles (Pas-de-Calais), porte aussi son nom.